# نوئما
نوئما (به انگلیسی: Noema) واژه‌ای مشتق از واژه یونانی νόημα به معنای اندیشه یا چیزی که به آن اندیشه می‌شود، می‌باشد. ادموند هوسرل نوئما را به عنوان یک اصطلاح فنی در پدیدارشناسی برای اشاره به ابژه یا محتوای اندیشه، قضاوت، یا ادراک مورد استفاده قرار می‌داد. اما معنای دقیق این واژه در کارهای هوسرل، همچنان به عنوان مسئله‌ای بحث‌برانگیز باقی‌مانده‌است.

## پی‌نوشت‌ها
1. ↑  Nicholas Bunnin and Jiyuan Yu (ed.s) The Blackwell Dictionary of Western Philosophy, Wiley-Blackwell, 2004, p. 473